# Sarah Michelle Gellar
Sarah Michelle Prinze (beter bekend onder haar geboortenaam Sarah Michelle Gellar, New York, 14 april 1977) is een Amerikaans actrice. Ze werd voor haar hoofdrol in Buffy the Vampire Slayer genomineerd voor een Golden Globe. Daarnaast kreeg ze meer dan tien acteerprijzen daadwerkelijk toegekend, waaronder een Saturn Award en een Daytime Emmy Award.
Gellar staat sinds haar vierde voor de camera, toen ze haar debuut maakte in een Burger King-reclamespot. Haar eerste aanzienlijke rol was in de serie Swans Crossing, waarin ze Sydney Rutledge speelde. Daarna verscheen ze in 25 afleveringen van All My Children voordat ze in 1997 de titelrol in Buffy the Vampire Slayer kreeg. De serie bleef zeven seizoenen op de buis, en maakte van Gellar een culticoon in de Verenigde Staten en Groot-Brittannië.
Alhoewel ze door haar vrij gewelddadige en sterke rol in Buffy door verscheidene groeperingen wordt gezien als een feministisch icoon, zei ze zelf in Detour Magazine: "Ik haat het woord 'feminist'. Het heeft een slechte connotatie van vrouwen die niet hun benen of oksels scheren."
Op 1 september 2002 trouwde Gellar in Mexico met de acteur Freddie Prinze jr. In 2007 liet ze ter ere van hun vijfjarig huwelijk haar achternaam officieel in Prinze veranderen. Professioneel wordt ze niettemin nog steeds Gellar genoemd. Het echtpaar heeft een dochter en een zoon.

## Discografie
- Buffy the Vampire Slayer Cast - Once More, with Feeling (2002) (gastzang)
- Southland Tales - Music from the Motion Picture (2007) (gastoptreden)